# Sector 5 (Bucarest)
El sector 5 (Sectorul 5 en romanès) és una unitat administrativa de Bucarest.

## Barris

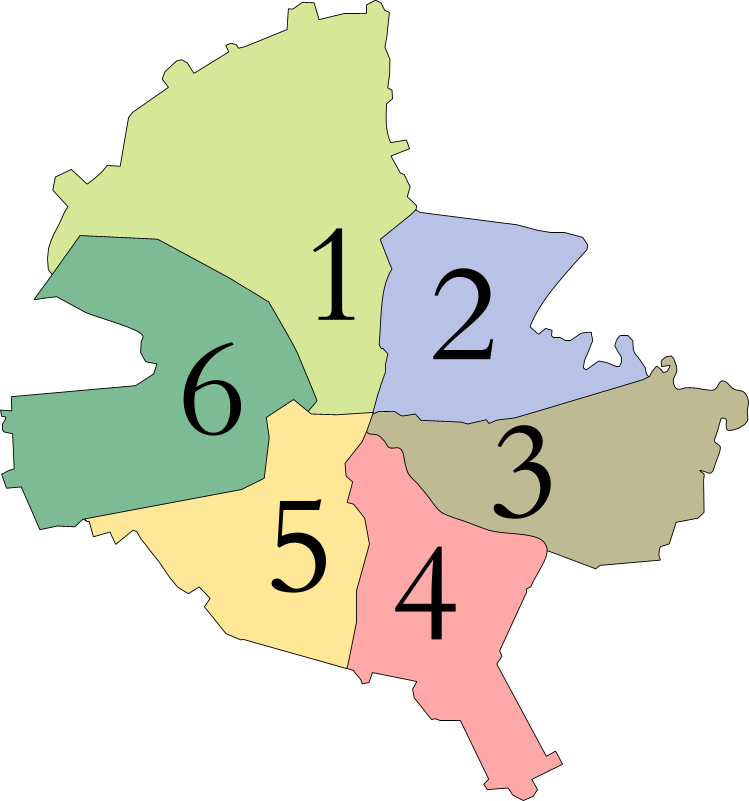
Els sis sectors de Bucarest

- 13 Septembrie
- Cotroceni
- Ferentari
- Ghencea
- Giurgiului
- Rahova

## Política
L'alcalde del sector és Cristian Popescu Piedone, membre del Partit del Poder Humanista (PPU) i ex-alcalde del sector 4. Va ser elegit el 2020 per un mandat de quatre anys, derrotant el seu titular Daniel Florea, que era alcalde des del 2016. El Consell Local del Sector 5 té 27 escons.